# Stadtteilfriedhof Limmer alt

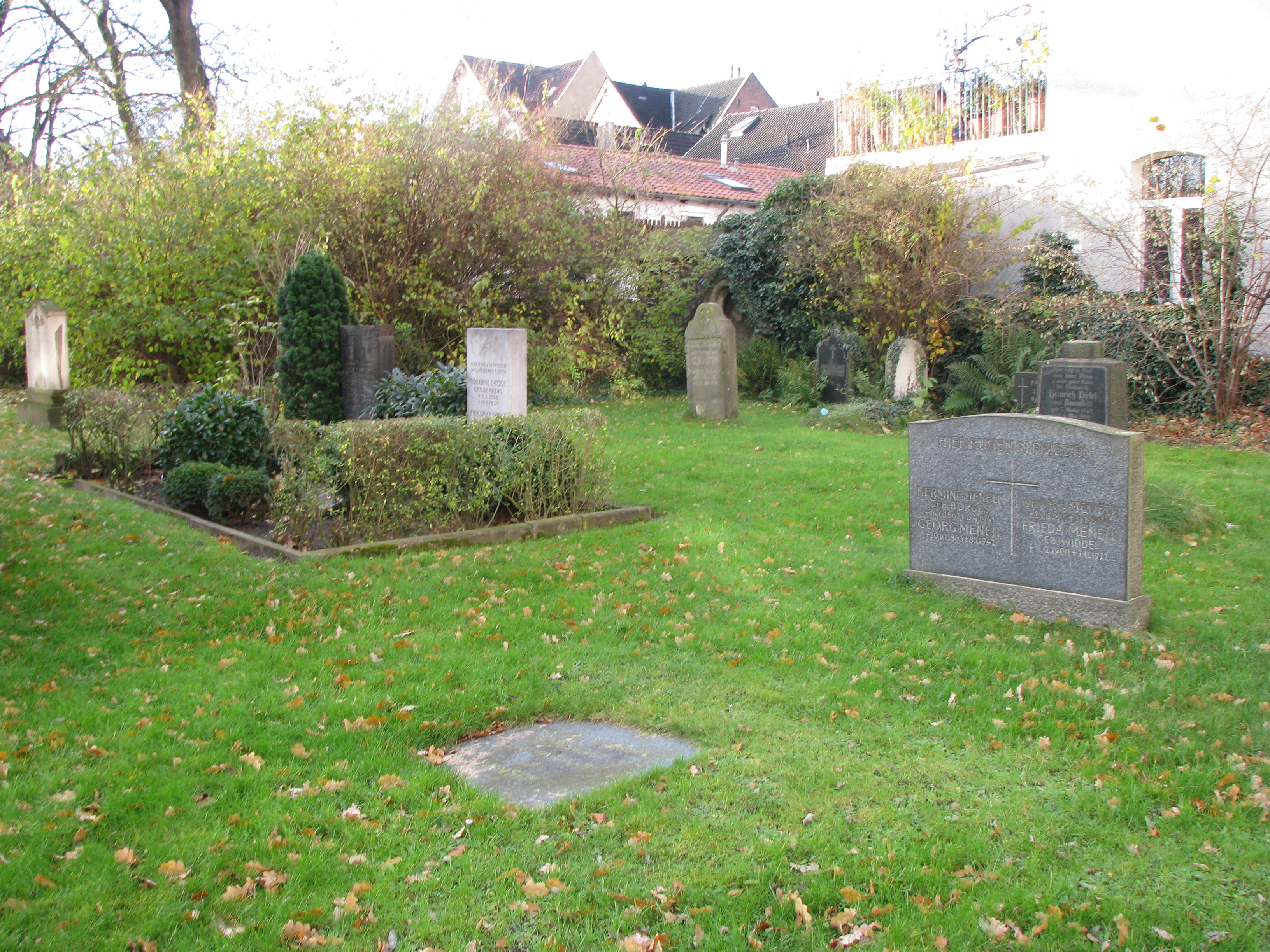
Stadtteilfriedhof Limmer alt

Der Friedhof Limmer in Hannover ist eine im 19. Jahrhundert angelegte, heute denkmalgeschützte Friedhofsanlage im hannoverschen Stadtteil Limmer. Die kleine, 0,89 Hektar umfassende Grünfläche findet sich außerhalb des alten Dorfes an der Harenberger Straße unweit der Lindener Hafen-Schleuse.

## Geschichte

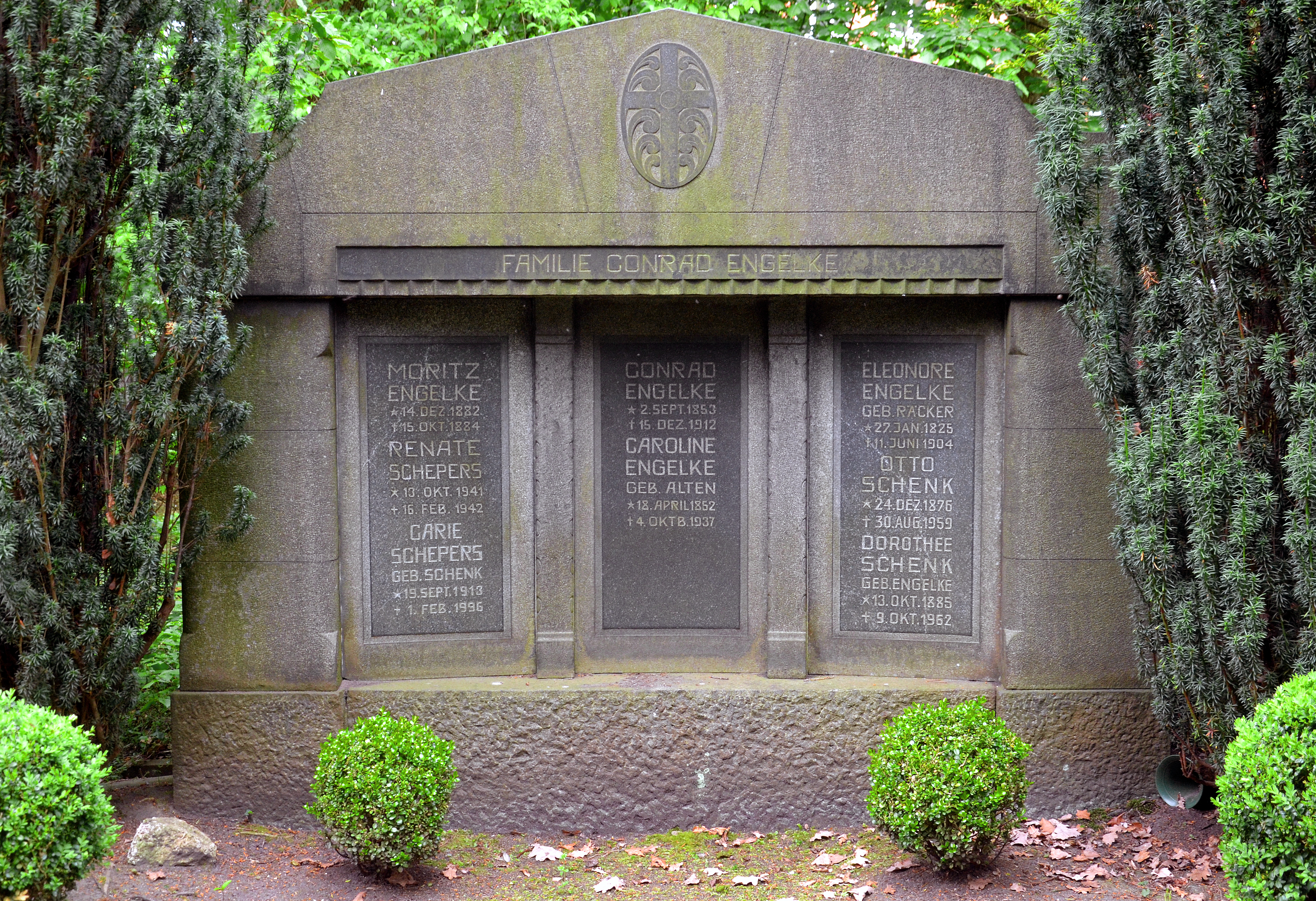
Familiengrab des Unternehmers und Dampfmaschinen-Fabrikanten Conrad Engelke (1853–1912) auf dem alten Friedhof Limmer

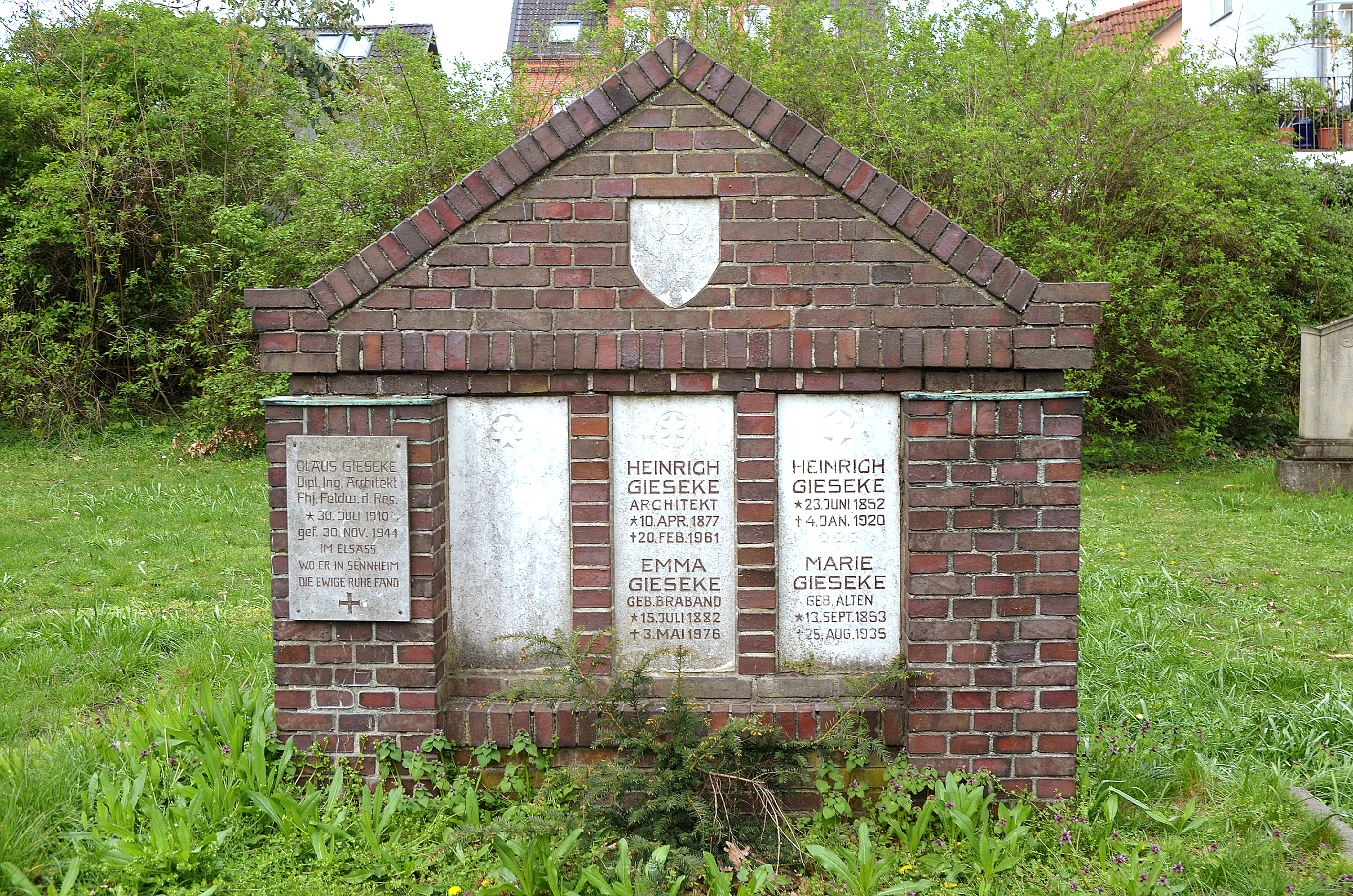
Familiengrab der Giesekes, darunter der Maurermeister Heinrich Gieseke sowie der Architekt Heinrich Gieseke

Nachdem – wie in anderen Dörfern auch – der mittelalterliche Kirchhof von Limmer als Begräbnisplatz zu eng geworden war, legte die Gemeinde der St.-Nikolai-Kirche zu Beginn der Industrialisierung im Königreich Hannover außerhalb des alten Dorfes im Jahr 1845 südlich der alten Landstraße nach Harenberg einen neuen Friedhof an.
Schon in der späten Gründerzeit des Deutschen Kaiserreichs wurde der Friedhof im Jahr 1902 geschlossen und stattdessen 1905 der neue Friedhof Limmer an der Straße Eichenbrink in Betrieb genommen.

## Grabmäler und Ehrengräber
Zu den 60 erhaltenen Grabmälern zählen die Ehrengräber von
1. Hermann Grote (1802–1895), Münzkundler des 19. Jahrhunderts sowie Wappenkundler, sowie von
2. einem der führenden Jungen Sozialisten, Johann Knieriem (1857–1884),[5] dessen Grabinschrift wie folgt lautet:

„Er wollte Friede, Freiheit, Recht

daß keiner sei des Andern Knecht

daß Arbeit sei des Menschen Pflicht

daß keinem es an Brod gebricht“